# Facultad de Contaduría y Administración (Universidad Nacional Autónoma de México)

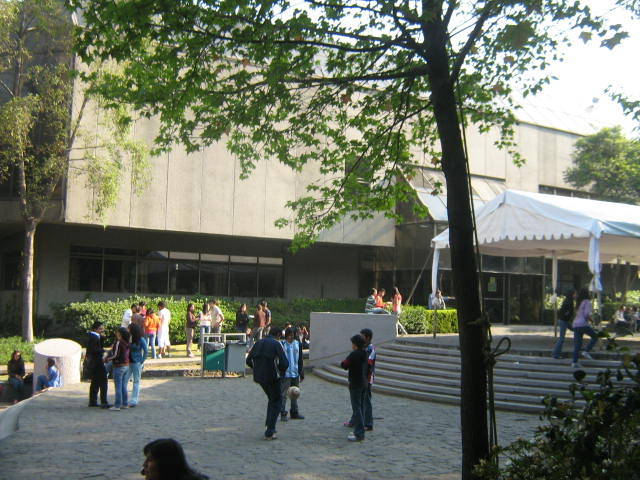
Biblioteca C.P. Alfredo Adam Adam

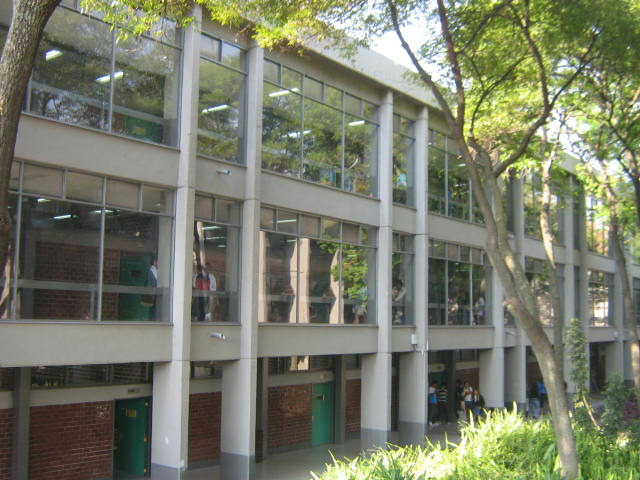
Edificio FCA

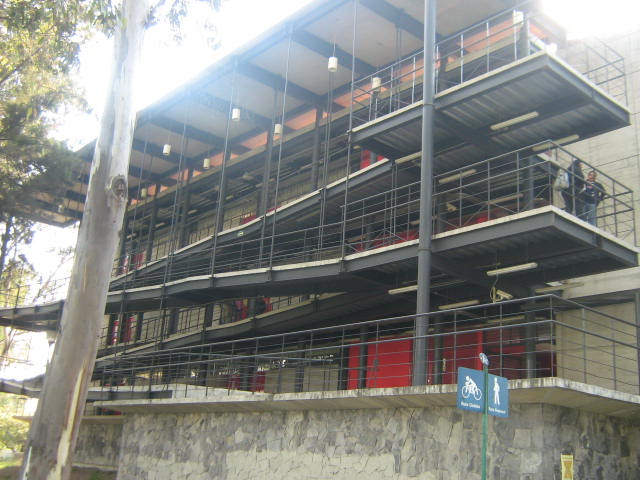
Centro de Cómputo Académico FCA

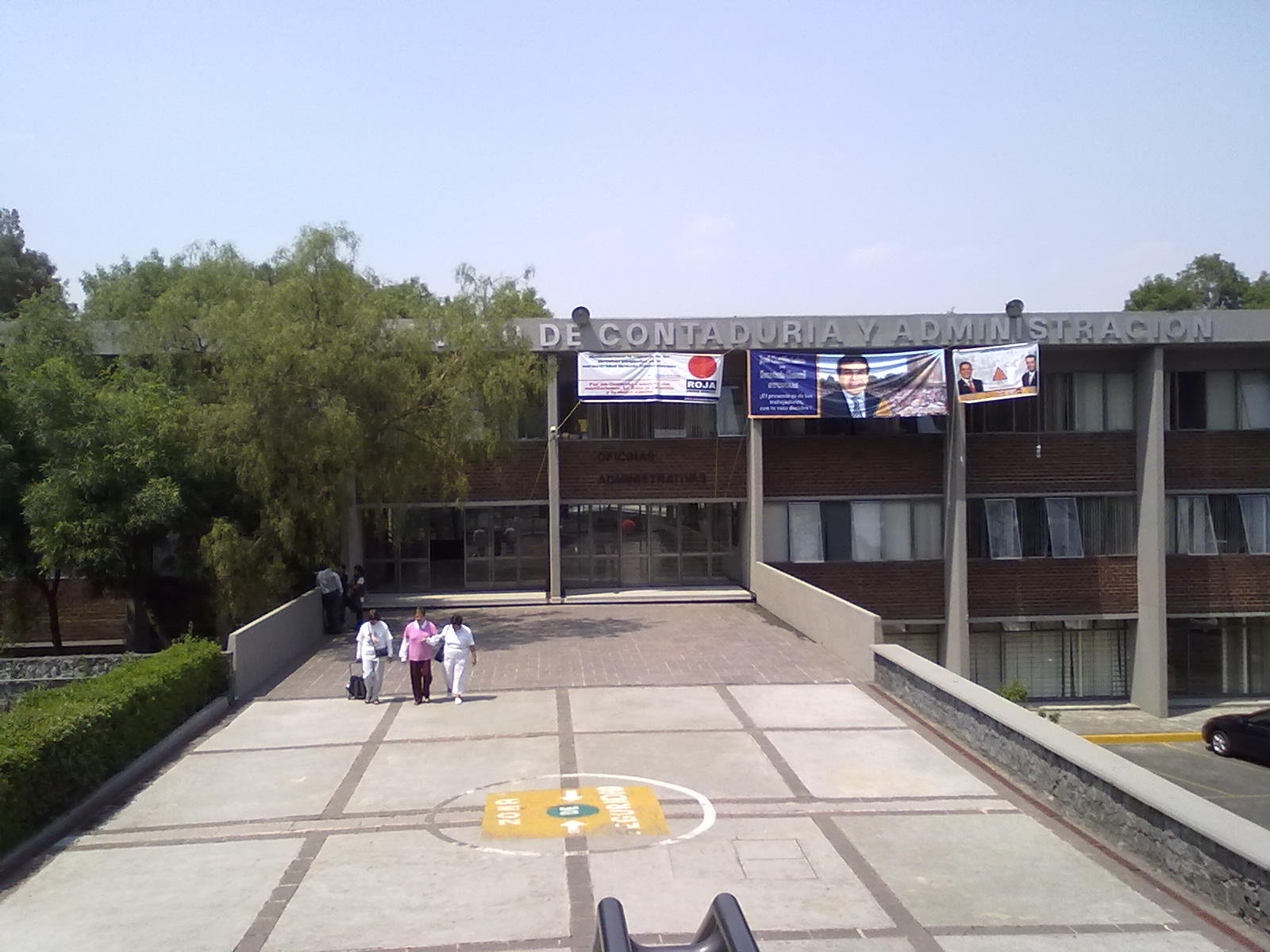
FCA Entrada Principal

La Facultad de Contaduría y Administración (FCA) es la dependencia de la Universidad Nacional Autónoma de México (UNAM) encargada de realizar docencia e investigación en Contaduría, Administración, Informática y Negocios Internacionales.
Dentro de su área es la institución docente más grande de México. Para 2023, su  matrícula estudiantil está conformada por más de dieciséis mil alumnos, mientras que la planta académica cuenta con más de mil novecientos profesores. Preside la Asociación Latinoamericana de Facultades y Escuelas de Contaduría (ALAFEC) y ocupa la dirección general de la Asociación Nacional de Facultades y Escuelas de Contaduría y Administración (ANFECA).

## Historia
Los orígenes de la Facultad de Contaduría se remontan a fines del siglo XIX, cuando se fundó la Escuela Nacional de Comercio que en 1929 se integró a la UNAM. 
Dentro de este contexto, el viernes 26 de julio de 1929, el presidente de la República Lic. Emilio Portes Gil promulga en el Diario Oficial la Ley Orgánica de la Universidad Nacional Autónoma de México, en cuyo capítulo II habla de la constitución de la Universidad y se menciona como parte integrante de la misma a la Facultad de Comercio y Administración. Este acontecimiento se considera como el nacimiento de lo que hoy es la Facultad de Contaduría y Administración. Antes de seguir con los hechos acontecidos en 1929, realizaré una breve síntesis de los antecedentes de la enseñanza de la contaduría y la administración en el México independiente y del entorno previo a la fundación de la Facultad.
- En 1929 se establecen las carreras cortas de Experto en Contabilidad Pública, Funcionario de Banco, Funcionario Industrial y la carrera profesional de Ingeniería Comercial. Más tarde desaparecen para quedar sólo la de Contador Público Titulado.
- En 1940, se aprobó un nuevo plan de estudios para la licenciatura de Contador Público y Auditor.
- En 1952, se inauguraron las instalaciones de Ciudad Universitaria.
- En 1956 se aprueba el cambio del nombre de la carrera de Contador Público y Auditor por Contador Público.
- En 1957, se crea la carrera de licenciado en Administración de Empresas; en ese mismo año, al autorizarse la División de Estudios Superiores, la entonces Escuela Nacional de Comercio y Administración se convirtió en la Facultad de Contaduría y Administración.
- En 1967, el 28 de agosto de ese año se pPresenta por primera vez La Estudiantina de Comercio y Administración, (Hoy Estudiantina o Tuna de la Facultad de Contaduría y Administración UNAM), ante el entonces Director C.P. Carlos Pérez del Toro y el entonces Rector Ingeniero Javier Barro Sierra (34º Rector de la Universidad Nacional Autónoma de México 5 de mayo de 1966-20 de abril de 1970) En el auditorio de la Facultad de Filosofía y Letras Justo Sierra. Siendo abanderados por el Rector. Siendo la Única estudiantina abanderada por el Rector de la UNAM.
- En 19698, la Facultad ocupó sus instalaciones en el tercer circuito exterior del Campus Universitario, las cuales sigue usando hasta la fecha.
- Durante 1973 se aprobó el cambio de nombre de las licenciaturas de Contador Público y Administración de Empresas por las de licenciado en Contaduría y licenciado en Administración. En este mismo año también inicia el doctorado de Administración. Manuel Resa García, realizó una reforma integral del Plan de Estudios del 75, que contempló nuevamente la seriación de materias, obteniendo como resultado que se elevara sustancialmente el nivel académico de los alumnos; asimismo, se suspendieron los exámenes grupales. Se creó el Centro de Informática, la División de Educación Continua y se aprobó el Doctorado en Administración.
- El Sistema de Universidad Abierta se incorporó a la Facultad en 19772, impartiendo las licenciaturas en Contaduría y Administración.
- En 1985, se creó la licenciatura en Informática.
- Las actuales nuevas instalaciones de la División de Estudios de Posgrado se inauguraron en 1988.
- En 19943, se creó la División de Investigación.
- Durante 1999 se aprobó el programa de posgrado en Ciencias de la Administración y se inauguró la extensión de la FCA en Juriquilla, Querétaro.
- Desde 2013 se imparten las maestrías en Alta Dirección e Informática Administrativa.
- En 2017 se crea la Licenciatura en Negocios Internacionales.

## Emblema de la FCA, el Yacatecuhtli
Yacatecuthli, palabra en náhuatl; yacatl que significa nariz o guía y tecuthli que significa señor o dDios, por lo tanto, su significado es "El dios o señor que sirve de guía" y a esto se dice también que es que va por delante como la nariz.
El símbolo de este dios es el “haz de varas” que está formado por bastones unidos de los comerciantes.
Los comerciantes utilizaban un bastón utatl para andar de aldea en aldea vendiendo sus productos y durante la noche unían bastones y les rociaban sangre de sus orejas. Aparentemente este ritual en honor al Yacatecuthli, garantizaba gran éxito en sus proyectos próximos, sin antes mencionar la protección de bestias y ladrones en sus largas travesías.
Este dios náhuatl del comercio, fue autorizado por el Consejo Técnico en 1995, como único emblema oficial para ser usado por la Facultad de Contaduría y Administración. La parte superior de la imagen del dios Yacatecuhtli, es lo que se adopta como símbolo institucional representativo de esta Facultad y ha quedado como marca registrada y patrimonio de la UNAM a través de la FCA y sus derechos han quedado reservados.

## División de Estudios de Posgrado de la FCA[4]
Inicialmente llamada División de Estudios Superiores y ubicada en la colonia Juárez comenzó con clases de maestría en el año de 1965. Debido a diferentes factores (como el movimiento estudiantil de 1968) la División de Estudios Posgrado (DEP) fue cambiando de sede: las instalaciones de la empresa Philips Mexicana S.A., el Palacio de Minería y la que fuera casa de José Vasconcelos. Para 1975 la DEP se instaló en Ciudad Universitaria, en el edificio F (que actualmente pertenece al SUA). Finalmente, en 1988, se inauguran las actuales instalaciones de la DEP ubicadas frente a la Facultad de Contaduría y Administración.
La oferta que el posgrado tiene es:
- Programa de Especializaciones en Ciencias de la Administración
  - Especialización en Recursos Humanos
  - Especialización en Alta Dirección
  - Especialización en Mercadotecnia
  - Especialización en Fiscal
  - Especialización en Administración Gerontológica
- Programa de Posgrado en Ciencias de la Administración
  - Maestrías en Administración:
    - Administración de Organizaciones
    - Administración de Sistemas de Salud
    - Administración de Negocios Internacionales
    - Administración Industrial
    - Administración de la Tecnología
    - Administración de las Contribuciones
    - Administración del Autotransporte de Pasajeros
    - Administración del Deporte
    - Administración de Restaurantes
    - Administración del Turismo

  - Maestría en Finanzas:
    - Finanzas Bursátiles
    - Finanzas Corporativas

  - Maestría en Auditoría:
    - Auditoría Financiera
    - Auditorías Especiales y Otros Servicios de Atestiguamiento
    - Auditoría Gubernamental

  - Maestría en Alta Dirección:
    - Administración Financiera
    - Procesos de Negocio
    - Desarrollo Organizacional y Personal
    - Instituciones de Educación Media Superior y Superior

  - Maestría en Informática Administrativa:
    - Gestión de los Servicios de Tecnologías de la Información
    - Desarrollo Estratégico del Entorno Organizacional

- Doctorado en Ciencias de la Administración

## Diplomado en línea FCA
Actualmente, la Facultad de Contaduría y Administración ofrece diversos diplomados en línea para aquellos estudiantes que no pueden asistir directamente a las instalaciones por diversos motivos, entre su oferta académica se encuentran:
- Diplomado en Tecnologías de la Información y Comunicación
- Diplomado en Comercio Electrónico (e-commerce)
- Diplomado en Administración Estratégica de Recursos Humanos
- Diplomado en Finanzas

## SUAyED FCA[5]
Fue la primera Facultad en contar con su División SUA: en febrero de 1972 el H. Consejo Universitario de la UNAM aprueba la creación del Sistema Universidad Abierta, dos meses después el Consejo Técnico de la Facultad de Contaduría y Administración aprueba la creación de la División SUA para las licenciaturas en Contaduría y Administración.
El SUAyED de la FCA, se basa en un sistema de asesorías personales, enfocado a promover que el alumno aprenda de forma autónoma y autodidacta por medio de la lectura de los contenidos, su análisis y reflexión, la realización de actividades de aprendizaje y la búsqueda de mayor información, que en conjunto, le permitan desarrollar otras habilidades y actitudes para desempeñarse en una profesión. El alumno no participa de manera presencial en el desarrollo de una clase, pero el docente asume la responsabilidad de conducir y guiar al alumno en su aprendizaje en asesorías presenciales o a distancia. En estas modalidades, se parte de que el alumno es el principal responsable de su aprendizaje. Sin embargo, la responsabilidad es compartida; en ella se involucra al docente y al alumno, contando con el respaldo de la institución a través de sus cuerpos administrativos.
Actualmente la oferta que el SUAyED de la FCA tiene es:
- Licenciatura en Contaduría
- Licenciatura en Administración
- Licenciatura en Informática

## Servicios de la FCA
La misión de la FCA es "formar profesionales, profesores e investigadores de la contaduría, la administración, la informática y los negocios internacionales, que contribuyan al desarrollo económico del país mediante la solución de los problemas prácticos que enfrentan las empresas y las organizaciones [...]". Es por ello que la facultad brinda servicios encaminados al cumplimiento de dicha misión:
- Centro de Idiomas (CEDI)
- Centro Nacional de Apoyo a la Pequeña y Mediana Empresa (CENAPYME)
- Centro de Informática (CIFCA)
- Asesoría fiscal gratuita

## Publicaciones
La Facultad de Contaduría y Administración edita tres revistas, dos que divulgan parte del conocimiento generado y transmitido dentro de la facultad y otra que se enfoca más en la investigación:
- Consultorio Fiscal - Aborda temas fiscales desde el punto de vista práctico.
- Emprendedores - Dirigida a la micro, pequeña y mediana empresa. Aborda temas de finanzas, mercadotecnia, recursos humanos, entre otros temas.
- Contaduría y Administración - Su objetivo es contribuir al avance del conocimiento científico y técnico de las disciplinas financieras-administrativas mediante la divulgación de artículos de investigación teórica/aplicada.

Adicionalmente a las revistas, la FCA cuenta con una librería electrónica: Publicaciones Empresariales UNAM. FCA Publishing. Ésta librería tiene como principal objetivo facilitar el acceso a materiales en temas de negocios, empresas, y organizaciones. Es también la primera librería electrónica universitaria especializada de descarga en Latinoamérica.

## Búfalos FCA
La Facultad de Contaduría y Administración de la UNAM cuenta con un equipo de fútbol americano; el equipo cumple 56 años de existencia. En sus inicios fueron llamados Gallos de la Facultad de Comercio y Administración y ahora son llamados los Búfalos FCA. Cuenta con las categorías de Fútbol Soccer, Baloncesto y Fútbol Americano, de las cuales se encuentran las disciplinas varoniles y femeniles.

## Secretaría de Difusión Cultural
La Secretaría de Difusión Cultural (SDC) de la Facultad de Contaduría y Administración (FCA), es la encargada de generar proyectos que permitan extender los beneficios de la cultura al seno de su comunidad. Busca hacer la vida cultural de la Facultad de Contaduría y Administración de la UNAM, un vehículo para coadyuvar al bienestar individual y colectivo.
La SDC siempre busca contenidos nuevos para ofrecer a la comunidad es por ello que mes con mes desarrolla una cartelera con la programación que ofrecerá. 
También tiene dos convocatorias al semestre para que la misma comunidad participe activamente en talleres culturales, algunos de los talleres que se imparten son:
- Acuarela
- Caligrafía
- Creación literaria
- Canto
- Danza (diversos tipos)
- Lengua de señas
- Dibujo
- Locución
- Fotografía

## Grupos culturales[8]
- Ballet folklórico Mexicatlalli Ollin Yoltic - Creado en 2001, este grupo es conformado por comunidad FCA y personas externas a ella, tiene la finalidad de reunir esfuerzos para preservar las tradiciones de las regiones del país, utilizando trajes típicos y representando los bailes más característicos, transmitiendo la importancia de las tradiciones artísticas de cada una de las zonas de México.
- Coro Huehuecóyotl - Surge en 2013 y actualmente forma parte del Programa Coral Universitario. Mediante la voz de cada uno de sus integrantes, la agrupación ha sido partícipe en diversos eventos de la Facultad y fuera de ella, demostrando la preparación y gran esfuerzo dedicado a cada ensayo.
- Club de foto Toltelotli - El club de foto nace en 2019, con el objetivo de acercar a la comunidad a la fotografía y que sus integrantes puedan compartir experiencias y conocimientos, así como aprender de expertos en la materia.
- Amoxtli - Nace en 2021 con el objetivo de acercar a la comunidad a la literatura a través de diferentes actividades que permitan interactuar y relacionarse en el maravilloso mundo de las letras. Amoxtli nos ayuda a entender las complejas relaciones que encierra la literatura y que esta también se encuentra en otras representaciones artísticas como el cine, la música y el teatro.
- Estudiantina de la FCA - En 1967 se crea este grupo siendo el más longevo de la FCA. Sus integrantes cautivan con su música bohemia en diferentes escenarios alrededor del mundo. Encaminado a la música mexicana e instrumental así como a la tradición y cultura a través del tiempo, la Estudiantina contagia su energía a cualquier lugar donde vayan.
- Tuna Femenil de la FCA - Nació en 1993 gracias a un colectivo de entusiastas universitarias. Este grupo tiene el propósito de dar a conocer la riqueza de la música y tradiciones de las legendarias tunas europeas desde una mirada femenina. La Tuna Femenil se caracteriza por siempre llenar de alegría y entusiasmo los recintos donde se presentan.
- Tribu Cultural FCA - Nace el 26 de abril de 2021. Son un grupo de personas guiadas bajo el concepto de colectividad sin olvidar su individualidad. En este grupo existe diversidad y reconocimiento a la otredad, por ello cada una de las acciones realizadas son desde el amor. Se dedica principalmente a crear acciones culturales que beneficien a la comunidad de la Facultad.
- Agentes Culturales FCA - Grupo creado en 2019 con el objetivo de formar parte de manera responsable de la vida cultural de la FCA. Brindan apoyo a la realización de actividades culturales y la difusión de las mismas. Para ello, el grupo es capacitado constantemente por parte de la Secretaría de Difusión Cultural de la FCA.
- Orquesta de la FCA Mekaueuetl - Nació en 2018 como consecuencia de uno de los talleres impartidos en la propia entidad. Actualmente está formada en su mayoría por instrumentos de cuerdas, pero está abierta a cualquier otro instrumento que se quiera sumar a este ensamble.
- Cineclub Wayak - Creado en 2019, el propósito de este grupo es unir a las y los cinéfilos interesados en el arte del cine mediante diversas actividades como proyecciones, tardes de palomitas, charlas, talleres, etc.
- Teatro La comuna - Fundado en 2008, tiene el objetivo de brindar un espacio para explotar los dotes escénicos personales, aportando herramientas para el desarrollo profesional a partir de técnicas de voz, lenguaje corporal, análisis de texto, interpretación, técnicas actorales y así enaltecer el poder transformador del arte a través del compañerismo y el esfuerzo colectivo.
- Zoloni - (el río que va con gran ímpetu) entiende al cuerpo como un archivo histórico, y como potencial de reconfiguración no sólo individual sino también comunitario en favor del respeto y la vida digna. Sean todas y todos bienvenidos a profundizar en la consciencia corporal por medio de herramientas dancísticas de diferentes tipos como: contemporáneo, acrobacia, capoeira, twerk, salsa, somática contacto y teatro

## Estudiantes sobresalientes
- Lorenzo Juan José Servitje Sendra - Fundador de Grupo Bimbo

- Juan Carlos Correa - Fundador de Grupo Mexicano de Inversiones Mercantiles

- Alfredo Harp Helù - Es un empresario, filántropo y promotor del deporte mexicano. Contador público, especialista en la rama financiera y bursátil.
- Antonio Martínez Dagnino - Jefe del Servicio de Administración Tributaria (SAT)